# Гробница Ивана Скварцова
Гробница Ивана Скварцова — склеп на Евангелическо-Аугсбургском кладбище в Варшаве. Гробница выполнена в стиле русской церковной архитектуры и отличается от остальных гробниц этого кладбища, созданных в неоготическом или классицистическом стиле XІX столетия.

## История
Евангелическо-Аугсбургское кладбище считается местом погребения наиболее заслуженных граждан города Варшавы. В тридцатых годах XІX столетия в Варшаве было создано православное кладбище (в районе Воля), официально открытое в 1841 году, но до тех пор православных погребали на отдельном участке Евангелическо-Аугсбургского кладбища.
Зажиточный российский коммерсант Иван Скварцов приобрел в 1839 году за сумму 115 200 злотых варшавский Саксонский дворец, построенный в 1724 году в правление короля Августа Сильного. Вместо разрушенной средней части здания архитектор Адам Идзьковский построил колоннаду, под которой находится сегодня Могила Неизвестного Солдата. Умерший в 1850 году Иван Скварцов получил привилегию постройки на Евангелическо-Аугсбургском кладбище семейной гробницы. Проект гробницы разработал Леон Карасинский.
Эклектичное здание прямоугольного плана со стройными башенками по углам сочетает в себе формы византийской архитектуры, такие как пять луковичных куполов, с элементами мосарабского искусства. Обрамления дверных и оконных проемов покрыты барельефным орнаментом — плетением. Чугунные двери были изготовлены варшавской компанией «Evans Brothers».
На стене часовни имеются следы от пуль, полученные во время боев Варшавского восстания в августе 1944 года.